# Llista de topònims de Salelles
Llista de topònims (noms propis de lloc) de Salelles (Rosselló).
Informació actualitzada per un bot. Els canvis manuals es perdran quan s'actualitzi!

## església
| imatge | Nom                                | Ubicat a | instància de | Detalls                                               | coordenades                                                          | Protecció                     | Commons (més fotos)                 | Dades a WD                    |
| ------ | ---------------------------------- | -------- | ------------ | ----------------------------------------------------- | -------------------------------------------------------------------- | ----------------------------- | ----------------------------------- | ----------------------------- |
|        | Sant Esteve de Salelles            | Salelles | església     | Estil: neogòtic                                       | 42° 39′ 08″ N, 2° 57′ 16″ E / 42.6522°N,2.95444°E Catalunya del Nord |                               | Église Saint-Étienne de Saleilles   | Modifica les dades a Wikidata |
|        | capella de Sant Esteve de Salelles | Salelles | església     | Estil: arquitectura romànica Dedicat a: Esteve màrtir | 42° 39′ 13″ N, 2° 57′ 16″ E / 42.6535°N,2.95441°E 17 msnm            | monument històric inventariat | Chapelle Saint-Etienne de Saleilles | Modifica les dades a Wikidata |

## Misc
| imatge | Nom                         | Ubicat a | instància de                          | Detalls                              | coordenades                                                                                               | Protecció | Commons (més fotos)    | Dades a WD                    |
| ------ | --------------------------- | -------- | ------------------------------------- | ------------------------------------ | --- | --------- | ---------------------- | ----------------------------- |
|        | Rec de Salelles             | Salelles | canal de reg                          |                                      | 42° 40′ 04″ N, 2° 58′ 38″ E / 42.667795°N,2.977106°E                                                      |           |                        | Modifica les dades a Wikidata |
|        | carrer del Doctor Zamenhof  | Salelles | carrer objecte Zamenhof-Esperanto     | Anomenat per: Ludwik Lejzer Zamenhof | 42° 39′ 05″ N, 2° 56′ 34″ E / 42.651468°N,2.942713°E                                                      |           |                        | Modifica les dades a Wikidata |
|        | casa de la vila de Salelles | Salelles | instal·lació Ús: seu del govern local |                                      | 42° 39′ 16″ N, 2° 57′ 14″ E / 42.6544528481857°N,2.9538541030907°E fr:2 BD DU 8 MAI 1945, 66280 SALEILLES |           | Town hall of Saleilles | Modifica les dades a Wikidata |